# فرودگاه بین‌المللی تمپا
فرودگاه بین‌المللی تمپا (به انگلیسی: Tampa International Airport) یک فرودگاه همگانی مسافربری با کد یاتا TPA است که یک باند فرود آسفالت و بتن دارد و طول باند آن ۲۱۳۳ متر است. این فرودگاه در شهر تمپا، فلوریدا کشور ایالات متحده آمریکا قرار دارد و در ارتفاع ۸ متری از سطح دریا واقع شده‌است.

## شرکت‌های هواپیمایی و مقصدهای پروازی

### مسافری
| شرکت‌های هواپیمایی                      | مقصدهای پروازی |
| -------------------------------------- | --- |
| ایر کانادا                             | فصلی: هلفکس استانفیلد، مک‌دونالد-کارتیر اتاوا |
| ایر کانادا روژ                         | مونترآل-پییر الیوت ترودو، پیرسون تورنتو |
| Air Transat                            | فصلی: مونترآل-پییر الیوت ترودو، پیرسون تورنتو (آغاز هردو از ۱۸ فوریه ۲۰۱۸) |
| آلاسکا ایرلاینز                        | سیاتل-تاکوما |
| امریکن ایرلاینز                        | شارلوت داگلاس، اوهر شیکاگو، دالاس-فورت ورث، میامی، فیلادلفیا، فینکس اسکای هاربر، ملی رونالد ریگان واشینگتن |
| امریکن ایگل                            | فصلی: میامی، ملی رونالد ریگان واشینگتن |
| بریتیش ایرویز                          | گاتویک |
| Cayman Airways                         | اوون رابرتس |
| کوپا ایرلاینز                          | توکومن |
| دلتا ایرلاینز                          | هارتسفیلد-جکسون آتلانتا، لوگان، سینسیناتی/کنتاکی شمالی، متروپولیتن شهرستان وین دیترویت، لس‌آنجلس، مینیاپولیس−سنت پل، جان اف کندی، لاگواردیا، سالت‌لیک‌سیتی (برقراری مجدد از ۲۱ دسامبر ۲۰۱۷) فصلی: کانکون، کینتانا رو |
| دلتا کانکشن                            | رالی-دورهام فصلی: سینسیناتی/کنتاکی شمالی، مینیاپولیس−سنت پل، جان اف کندی، لاگواردیا |
| Havana Air اجرا توسط ایسترن ایر لاینز  | چارتر: خوزه مارتی، فرنک پئیز، آبل سانتاماریا |
| ادلوایس ایر                            | زوریخ |
| فرانتیر ایرلاینز                       | بوفالو نیاگارا (آغاز از ۶ دسامبر ۲۰۱۷), سینسیناتی/کنتاکی شمالی، کلیولند هاپکینز، پورت کلمبوس (آغاز از ۱۷ دسامبر ۲۰۱۷), دنور، ایندیاناپلیس (آغاز از ۱۲ نوامبر ۲۰۱۷), کانزاس‌سیتی (آغاز از ۱۶ دسامبر ۲۰۱۷), مک‌کاران، لانگ آیلند مک‌آرتور (آغاز از ۵ اکتبر ۲۰۱۷)، فیلادلفیا، تی.اف. گرین (آغاز از ۵ اکتبر ۲۰۱۷), ترنتون-مرسر فصلی: Colorado Springs (آغاز از ۶ اکتبر ۲۰۱۷), اوهر شیکاگو، ژنرال میچل (آغاز از ۱۱ نوامبر ۲۰۱۷), مینیاپولیس−سنت پل (آغاز از ۵ اکتبر ۲۰۱۷), نشویل (آغاز از ۱۷ دسامبر ۲۰۱۷), لامبرت-ست لوی (آغاز از ۶ اکتبر ۲۰۱۷) |
| ایسلندایر                              | کفلاویک (آغاز از ۷ سپتامبر ۲۰۱۷) |
| جت‌بلو                                  | لوگان، بردلی، جان اف کندی، لیبرتی نیوآرک، لوئیز مونز مارین، ملی رونالد ریگان واشینگتن، شهرستان وستچستر |
| لوفت‌هانزا اجرا توسط لوفت‌هانزا سیتی‌لاین | فرانکفورت |
| سیلور ایرویز                           | فورت لادردیل–هالیوود، جکسنویل، کی وست، مارش هاربر، لیندن پیندلینگ، پنساکولا، محلی تالاهاسی، پام بیچ فصلی: نورث الوثرا (آغاز از ۲۸ سپتامبر ۲۰۱۷) |
| ساوت‌وست ایرلاینز                       | آلبانی، هارتسفیلد-جکسون آتلانتا، آستین، ثرگود مارشال بالتیمور واشینگتن، برمینگهم-شاتلسورث، بوفالو نیاگارا، میدوی شیکاگو، پورت کلمبوس، دالاس لاو، دنور، فورت لادردیل–هالیوود، بردلی، خوزه مارتی، ویلیام پی. هابی، ایندیاناپلیس، کانزاس‌سیتی، مک‌کاران، لانگ آیلند مک‌آرتور، لوئیویل، منطقه‌ای منچستر-بستون، ممفیس، ژنرال میچل، نشویل، لوئیز آرمسترانگ نیو اورلنان، لاگواردیا، فیلادلفیا، فینکس اسکای هاربر، پیتسبورگ، تی.اف. گرین، رالی-دورهام، لامبرت-ست لوی، سن آنتونیو، سن دیه‌گو (آغاز از ۸ ژانویه ۲۰۱۸)، لوئیز مونز مارین، ملی رونالد ریگان واشینگتن فصلی: متروپولیتن شهرستان وین دیترویت (آغاز از ۱۰ مارس ۲۰۱۸)، بیشاپ، جرالد فورد، مینیاپولیس−سنت پل، صحرایی اپلی (آغاز از ۱۰ مارس ۲۰۱۸)، گریتر راچستر |
| Spirit Airlines                        | هارتسفیلد-جکسون آتلانتا، اتلنتیک سیتی، ثرگود مارشال بالتیمور واشینگتن، اوهر شیکاگو، دالاس-فورت ورث، متروپولیتن شهرستان وین دیترویت، فورت لادردیل–هالیوود، جرج بوش فصلی: اکران، لوگان، کلیولند هاپکینز، بردلی (آغاز از ۹ نوامبر ۲۰۱۷), منطقه‌ای آرنولد پالمر، مینیاپولیس−سنت پل، پیتسبورگ (آغاز از ۹ نوامبر ۲۰۱۷) |
| Sun Country Airlines                   | فصلی: مینیاپولیس−سنت پل |
| Swift Air                              | چارتر فصلی: ایگناسیو اگرامنته، کانکون، کینتانا رو، خوزه مارتی، پونتا کانا، آبل سانتاماریا |
| یونایتد ایرلاینز                       | اوهر شیکاگو، دنور، جرج بوش، لیبرتی نیوآرک، سانفرانسیسکو، دالس واشینگتن |
| یونایتد اکسپرس                         | فصلی: جرج بوش، لیبرتی نیوآرک |
| وست جت                                 | پیرسون تورنتو فصلی: مک‌دونالد-کارتیر اتاوا، سنت جان |

### باری
| شرکت‌های هواپیمایی                       | مقصدهای پروازی |
| --------------------------------------- | --- |
| Amazon Prime Air اجرا توسط ای‌بی‌ایکس ایر | ثرگود مارشال بالتیمور واشینگتن، سینسیناتی/کنتاکی شمالی |
| Amazon Prime Air اجرا توسط اطلس ایر     | ثرگود مارشال بالتیمور واشینگتن، سینسیناتی/کنتاکی شمالی |
| فدکس اکسپرس                             | هارتسفیلد-جکسون آتلانتا، آستین، اوهر شیکاگو، فورت لادردیل–هالیوود، فوت ورث الاینس، دالاس-فورت ورث، ایندیاناپلیس، جکسنویل، لس‌آنجلس، ممفیس، لوئیز آرمسترانگ نیو اورلنان، لیبرتی نیوآرک، رالی-دورهام، محلی تالاهاسی |
| یوپی‌اس ایرلاینز                         | لوییویل، کنتاکی، اورلندو، فلوریدا (Both begin ۱ اکتبر ۲۰۱۷) |